# Jordan Hicks (beisbolista)
Jordan McKinley Hicks (Houston, Texas, 6 de septiembre de 1996), más conocido como Jordan Hicks, es un jugador profesional estadounidense de béisbol que se desempeña en la posición de lanzador en San Francisco Giants, equipo de las Grandes Ligas de Béisbol (MLB).

## Carrera
Hicks hizo su debut en la MLB con el equipo St. Louis Cardinals, en el cual jugó cinco temporadas (2018-2019, 2021-2023), después pasó a Toronto Blue Jays (2023), posteriormente a San Francisco Giants, donde lleva jugando una temporada.